# 西冷
西冷為印尼萬丹省的首府，位于爪哇岛的西北角，北部临爪哇海，西部与喀拉喀托火山隔巽他海峡相望。